# Limerick FC
Der Limerick Football Club war ein 1937 gegründeter Fußballverein aus der südwest-irischen Stadt Limerick. Der Club ersetzte 1983, noch unter dem Namen Limerick City, einen Limerick United genannten Vorgängerverein. Dieser Vorgängerverein spielte unter verschiedenen Namen (1937–1979 Limerick F.C., 1979–1983 Limerick United) von seiner Gründung 1937 bis 1983 ununterbrochen in der League of Ireland. Der Club war seit seiner Neugründung 1983 ebenfalls stets Mitglied der League of Ireland geblieben, spielte aber seit Mitte der 1990er Jahre nur noch in der unteren der beiden Züge der Liga, der First Division. Seit 1992 hieß der Club wieder Limerick F.C. Ende 2006 verweigerte der irische Verband dem Club jedoch die Lizenz für die folgende Spielzeit 2007. Limerick F.C. ging dagegen juristisch vor, eine zwischenzeitlich erwirkte einstweilige Zulassung zum Ligabetrieb wurde jedoch Ende Januar 2007 wieder aufgehoben.
Limerick nahm sechs Mal an europäischen Pokalwettbewerben teil, schied aber jedes Mal in der ersten Runde aus. Von den zwölf Europacup-Spielen verloren sie zehn, lediglich zwei Unentschieden gelangen dem Club. 1981 konnte dem FC Southampton nach einem verlorenen UEFA-Cup-Hinspiel in Limerick im Rückspiel in England ein 1:1 abgetrotzt werden, im Jahr darauf gelang im Pokalsiegerpokal ein Unentschieden mit gleichem Ergebnis gegen den niederländischen Club AZ Alkmaar.

## Erfolge
- Irischer Meister (2)
  - 1959/60, 1979/80

- Irischer Pokalsieger (2)
  - 1971, 1982

- League of Ireland Shield (2)
  - 1954, 1984

- Irischer Ligapokalsieger (3)
  - 1976/77, 1992/93, 2001/02